# Gebäude der Bürgerressource

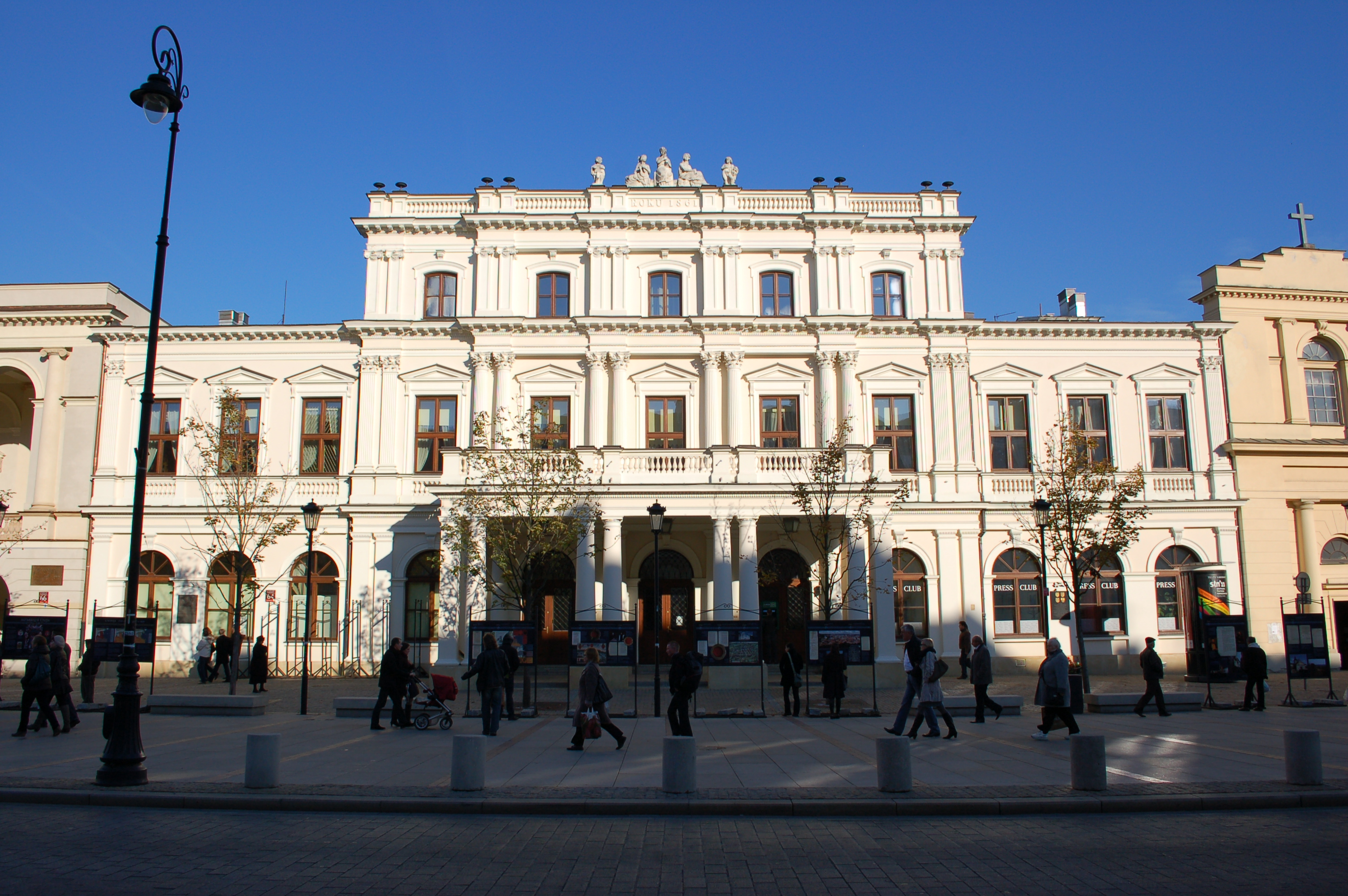
Die sanierte Frontfassade zur Krakowskie Przedmieście im Jahr 2011

Das Gebäude der Bürgerressource (polnisch: Gmach Resursy Obywatelskiej) befindet sich in der Warschauer Prachtstraße Krakowskie Przedmieście 64 und liegt damit im Innenstadtdistrikt der Stadt. Es diente als Sitz der Resursa Obywatelska von 1861 bis 1939. Heute befindet sich in dem nach dem Krieg wiederaufgebauten Gebäude die „Gesellschaft für Zusammenarbeit mit dem Auslandspolentum“ (Towarzystwo Współpracy z Polonią Zagraniczną “Polonia”).

## Geschichte
Ursprünglich (im 16. und 17. Jahrhundert) befand sich an dieser Stelle ein Anwesen des polnischen Magnaten Aleksander Michał Lubomirski. Mitte des 18. Jahrhunderts war Antonina Zamoyska die Besitzerin, die hier einen Palast nach einem Entwurf von Giacomo Fontana errichten ließ. Im Jahr 1754 ging das Gebäude an den Bischof Andrzej Stanisław Załuski über. Bis zur Mitte des 19. Jahrhunderts wechselte das Anwesen mehrfach seine Besitzer (u. a. Ludwika Maria Poniatowska) und wurde allmählich zu einem schmucklosen Mietshaus umfunktioniert.
1860 erwarb die Nowa Resursa Kupiecka den ehemaligen Palast. Sie ließ ihn abreißen und bis 1861 unter Edward Cichocki (Ausschreibungssieger; Außenarchitektur) und Piotr Leon Karasiński (Zweiter der Ausschreibung; vor allem Innenraumarbeiten) einen Neubau errichten, in den sie ihren bisherigen Sitz vom Tarnowski-Palast verlegte. Das Erdgeschoss beherbergte Geschäfte sowie einen großen Speisesaal, im Obergeschoss befanden sich zwei Ballsäale mit einer Kolonnade. Hier wurden neben Festen auch Konzerte, Kongresse und Ausstellungen veranstaltet. Der Sitz der Gesellschaft war eines der ersten Warschauer Gebäude im Stil des Eklektizismus mit Elementen von Neorenaissance, Neobarock und Neoklassizismus.
Im Jahr 1864 wurde ein Nebengebäude auf dem Hof an den Verleger Samuel Orgelbrand verkauft. 1925 traf sich Maria Skłodowska-Curie hier mit Warschauer Physik- und Chemie-Professoren.
Zu Beginn des Zweiten Weltkrieges wurde das Gebäude beschädigt. Während der Kämpfe des Warschauer Aufstandes brannte es ab. Von 1948 bis 1950 wurde es unter Leitung von Michał Ptic-Borkowski wieder aufgebaut und diente zunächst als Erholungsheim. Heute beherbergt das Gebäude verschiedene Institutionen, wie die Gesellschaft für Zusammenarbeit mit dem Auslandspolentum (polnisch: Towarzystwo Współpracy z Polonią Zagraniczną “Polonia”) und den polnischen Presseclub. In den 2000er Jahren wurde es komplett saniert.